# 危地马拉
瓜地馬拉共和國（西班牙語：República de Guatemala），通稱瓜地馬拉，是中美洲北部的一個國家。該國地理位置優越，北接墨西哥，東北鄰伯利茲，東南與洪都拉斯和薩爾瓦多接壤，西瀕太平洋，東臨加勒比海的洪都拉斯灣，總面積約108,889平方公里，是中美洲人口最多的國家。根據2024年統計，全國人口約1,850萬，首都及最大城市為瓜地馬拉市，同時也是中美洲最大的都會區。
瓜地馬拉是古代瑪雅文明的核心區域之一，4至10世紀期間，佩滕盆地的瑪雅城邦曾繁盛一時。1524年，西班牙殖民者征服該地後，瓜地馬拉成為新西班牙總督轄區的一部分。1821年脫離西班牙獨立，隨後短暫加入墨西哥帝國及中美洲聯邦，直至1839年成為完全獨立的共和國。20世紀中葉，瓜地馬拉經歷了民主改革與美國支持的軍事政變，隨後陷入長達36年的內戰（1960–1996），其間原住民瑪雅人遭受嚴重迫害，直至1996年簽署和平協定後才逐步恢復穩定。
瓜地馬拉地形多樣，北部佩滕低地為熱帶雨林，中部高地火山縱橫（包括中美洲最高峰塔胡木耳科火山，海拔4,211公尺），南部太平洋沿岸則為狹窄平原。氣候隨海拔變化顯著，高地溫和宜人，低地屬熱帶氣候。該國生物多樣性豐富，被列為中美洲生態熱點，擁有大量特有物種。
瓜地馬拉為總統制共和國，現任總統為貝爾納多·阿雷瓦洛（2024年就任）。經濟以農業為主，主要出口咖啡、香蕉、蔗糖等農產品，工業基礎相對薄弱。2024年國內生產總值（GDP）約1,023億美元，人均GDP約4,563美元，但貧富差距懸殊，社會問題包括治安不佳、貪腐及糧食不安全等。
官方語言為西班牙語，同時承認23種瑪雅原住民語言。人口中以印歐混血（拉迪諾人）為主，原住民約佔40%。天主教為主要宗教，但近年福音派基督教信徒比例上升。瓜地馬拉市集中了全國政治、經濟與文化資源，擁有眾多殖民遺跡與瑪雅考古遺址，如蒂卡爾古城，吸引大量國際遊客。

## 名词来源
瓜地馬拉的西班牙語名稱“Guatemala”来自于纳瓦特尔语词汇库瓦赫特马尔兰（“Cuauhtēmallān”），或“有很多树的地方”派生于喀切玛雅词汇“很多树”或有可能专指 Cuate/Cuatli 树（Eysenhardtia）。这个名称是由來於佩德罗·德·阿尔瓦拉多的特拉斯卡拉士兵在西班牙征服这块土地时所起的。中文译名方面，“危地馬拉”最早出现在清朝学者魏源的《海国图志》中，并为中国大陆:149、香港、澳门、新加坡、马来西亚所沿用；臺灣则将“Guatemala”译成“瓜地馬拉”，新马也有时使用此称呼。

## 历史
从4世纪到10世纪瓜地馬拉的佩滕低地地区是玛雅文明的中心，10世纪末低地地区的玛雅文化被消灭后在中央高地地区仍然存在。1524年西班牙人来到瓜地馬拉，摧毁了当地的玛雅文化并开始殖民瓜地馬拉。由于西班牙殖民者的消灭政策，几乎所有此前的玛雅书籍都遭销毁殆盡，僅少數殘存至今。
1821年9月15日瓜地馬拉等中美洲國家宣布脱离西班牙統治。1824年到1839年瓜地馬拉為中美洲联邦的一员，直到1840年瓜地馬拉才完全独立。
1841年到1871年拉斐爾·卡雷拉及其之後的保守派人士组织瓜地馬拉政府。他们為保護自身利益，试图保留殖民时期留下来的等级制度，並不重視国家经济现代化。
1871年胡斯托·魯菲諾·巴里奧斯·奧延的自由黨政權開始執政到1944年国家才開始致力於经济现代化。同时美國主導的联合果品公司也開始收購瓜地馬拉大面积的咖啡和香蕉庄园並介入瓜地馬拉的政治。
1944年十月革命后前独裁者豪爾赫·烏維科被推翻，瓜地馬拉實行民主與言論自由，瓜地馬拉史上第一部保护工人利益的法律生效，1950年到1954年执政的瑞士裔哈科沃·阿本斯总统施行了土地改革。当时僅全国人口2%的大地主卻佔有全国约70%的可耕地，而阿本斯開出土地改革的支票，承諾買下大地主持有的土地並重新分配給小農。阿本斯以此贏得選舉，土地改革計畫也立刻實行。針對擁有土地大於223英畝的地主，只要有未用於生產的土地便要徵收。最後從1059個農場徵收了平均4300英畝的土地，約有十萬名農民得到這些土地的所有權。
联合果品公司在瓜地馬拉拥有其最大的庄园，而且还拥有中美洲国际铁路公司和瓜地馬拉仅有的一个海港。在联合果品公司的驱使下，美国外交部开始对瓜地馬拉展开宣传战，以反共的名義打擊阿本斯政權。中央情报局与瓜地馬拉军隊中的反对派合作，共同策划了1954年危地马拉政变。
阿本斯政權被推翻以后，總統流亡海外，卡斯蒂略·阿马斯成为新的独裁者。新政府立刻廢除前阿本斯政府所作的改革。1957年阿马斯被刺，諷刺的是他的继承人是一个在40年代独裁政府中就已经以其血腥出名的军人米格爾·伊迪戈拉斯·富恩特斯。
不满阿本斯政權被推翻的农民组织了一支游击队，開始與政府軍展開長達36年的內戰，直到1996年交戰雙方才签署一份和平条约，正式结束內戰。这场內战中約數十万人丧生，上百万人流离失所。瓜地馬拉军队对原住民玛雅人的迫害近似种族灭绝，仅1982年9月里奧斯·蒙特當政時期就有9000位玛雅人慘遭杀害。1983年起瓜地馬拉政府逐步减少迫害原住民，国家重啟民主化歷程，1985年重新舉行大选。但全国人民贫富不均的现象依然没法解决，今天僅佔1%的少數人卻拥有瓜地馬拉60%以上的可耕地和财富。

## 地理

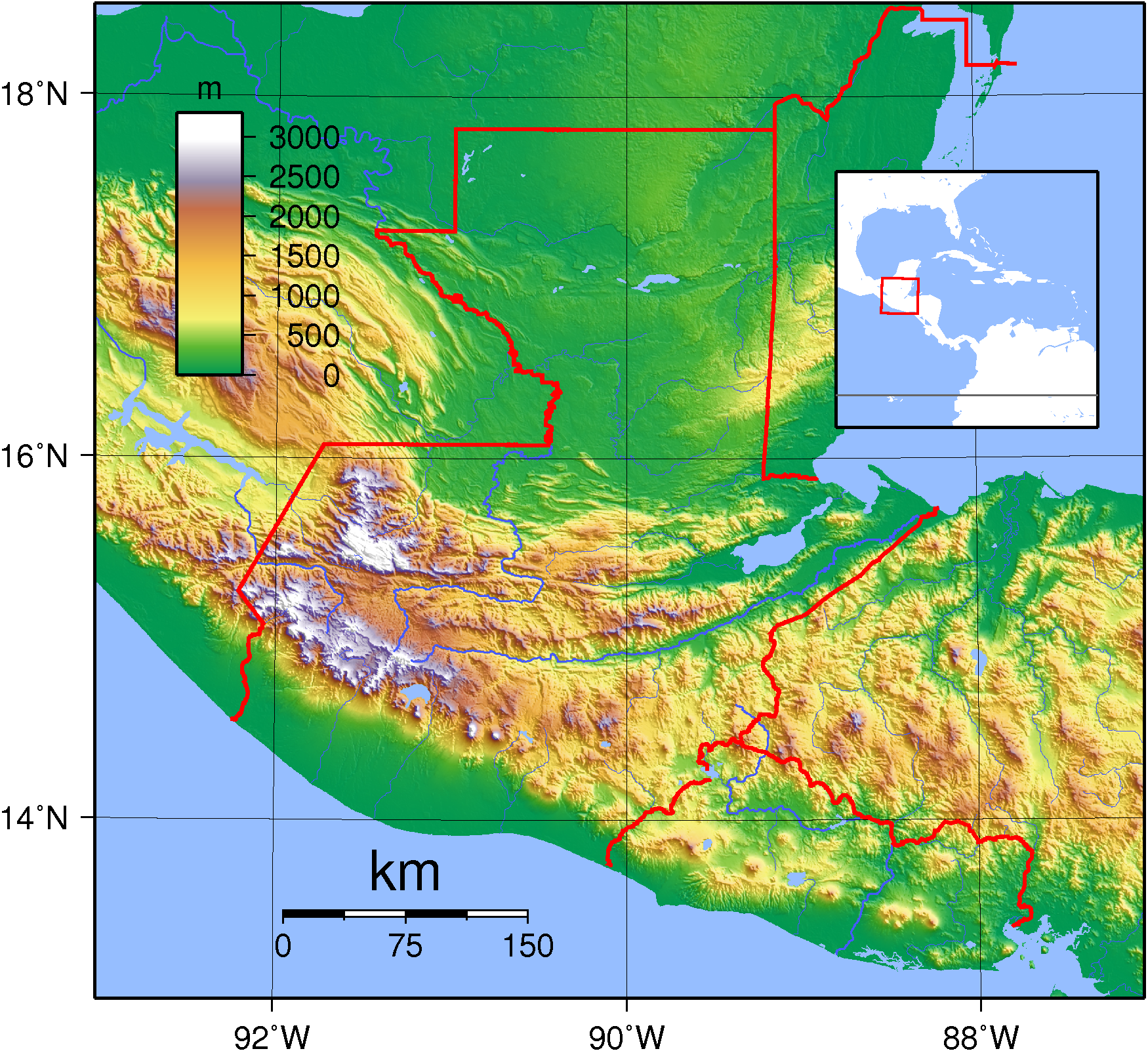
瓜地馬拉地形圖

危地马拉位于中美洲，其北部的低地平原佩滕是热带雨林，中部的高地上的火山可达4200公尺，太平洋畔狭窄富饶的平地則屬於热带气候。
中部的高原也是危地马拉的文化中心，高原地區海拔約1300到1800公尺，全年气溫温和，白天温度約摄氏18到28度之间，在海拔更高处一月和二月通常较冷。危地马拉的首都危地马拉城也位於此。該市有250万居民，是危地马拉最大的城市。旅遊景點有阿蒂特兰湖、西班牙殖民時期舊首都旧危地马拉、馬雅古城市蒂卡尔和一些其它著名的城市如克萨尔特南戈和奇奇卡斯德南哥。
瓜地馬拉有37座火山，其中四個為活火山：帕卡亞火山、聖地亞古多火山、富埃戈火山及塔卡那火山。富埃戈火山和帕卡亞火山曾在2010年噴發。2018年富埃戈火山再次喷发，导致数百人伤亡。
瓜地馬拉境內有數個湖泊，其中最大的湖泊為伊薩瓦爾省境內的伊薩瓦爾湖、最深的湖泊為索洛拉省境內的阿蒂特蘭湖。

## 行政區劃

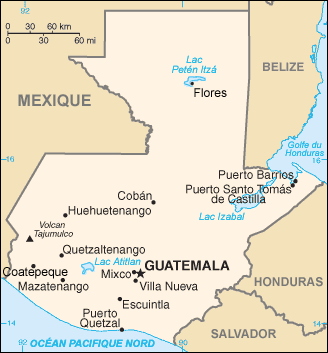
瓜地馬拉城市分布

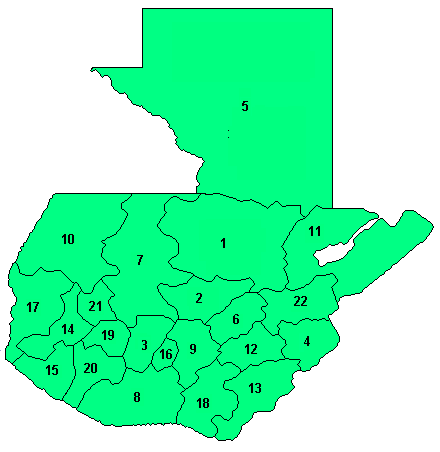
瓜地馬拉行政區劃

危地马拉分22个省（西班牙語：Departamentos），截至2014年共轄有335個行政區（市）（西班牙語：Municipios）
| #  | 省                            | 首府                           |
| -- | ----------------------------- | ------------------------------ |
| 1  | 上韦拉帕斯省 Alta Verapaz     | 科萬 Cobán                     |
| 2  | 下韦拉帕斯省 Baja Verapaz     | 薩拉馬 Salamá                  |
| 3  | 奇马尔特南戈省 Chimaltenango  | 奇馬爾特南戈 Chimaltenango     |
| 4  | 奇基穆拉省 Chiquimula         | 奇基穆拉 Chiquimula            |
| 5  | 佩滕省 Petén                  | 弗洛雷斯 Flores                |
| 6  | 埃尔普罗格雷索省 El Progreso  | 瓜斯塔托亞 Guastatoya          |
| 7  | 基切省 Quiché                 | 聖克魯斯 Santa Cruz del Quiché |
| 8  | 埃斯昆特拉省 Escuintla        | 埃斯昆特拉 Escuintla           |
| 9  | 危地马拉省 Guatemala          | 危地马拉城 Guatemala City      |
| 10 | 韋韋特南戈省 Huehuetenango    | 韋韋特南戈 Huehuetenango       |
| 11 | 伊萨瓦尔省 Izabal             | 巴里奧斯港 Puerto Barrios      |
| 12 | 哈拉帕省 Jalapa               | 哈拉帕 Jalapa                  |
| 13 | 胡蒂亚帕省 Jutiapa            | 胡蒂亞帕 Jutiapa               |
| 14 | 克萨尔特南戈省 Quetzaltenango | 克薩爾特南戈 Quetzaltenango    |
| 15 | 雷塔卢莱乌省 Retalhuleu       | 雷塔盧萊烏 Retalhuleu          |
| 16 | 萨卡特佩克斯省 Sacatepéquez   | 安地瓜 Antigua                 |
| 17 | 圣马科斯省 San Marcos         | 聖馬科斯 San Marcos            |
| 18 | 圣罗莎省 Santa Rosa           | 奎拉帕 Cuilapa                 |
| 19 | 索洛拉省 Sololá               | 索洛拉 Sololá                  |
| 20 | 苏奇特佩克斯省 Suchitepequez  | 馬薩特南戈 Mazatenango         |
| 21 | 托托尼卡潘省 Totonicapan      | 托托尼卡潘 Totonicapán         |
| 22 | 萨卡帕省 Zacapa               | 薩卡帕 Zacapa                  |

## 政治
危地马拉是一个多党制的，独立的民主共和国。
1986年1月15日颁布的宪法规定其為三權分立政體，即行政（總統和副總統）、立法（危地马拉国会）、和司法（最高法院）的分离。
1993年修改憲法，又再增加了最高法院大法官數量從9人到13人、正副總統與國會代表任期由五年縮減為四年、大法官任期由六年縮減為五年、市長與市議員任期由兩年半增加至四年。總統由法定成年人直選，僅限一任，不得連任（但可隔屆參選）。
国会和总统的选举每四年一次，所有18岁以上的公民拥有选举权，军人没有选举权。国会指命最高法院成员，其任期为四年。
2003年瓜地馬拉大選由代表全国大联盟的候选人奥斯卡·贝尔赫以得票率54.1%当选总统，同时全国大联盟是议会中最强大的党派。
如同其它拉丁美洲国家一樣，危地马拉没有悠久的民主传统，党派非常不稳定，许多党派在一个执政期后就解散。一些党派外的组织如军队和企业在政治界拥有很大的影响。
2007年瓜地馬拉大選，代表左派全國希望聯盟的阿尔瓦罗·科洛姆在第二輪選舉中以總得票率52.82%當選瓜地馬拉總統，他也是危地马拉首位左派總統。
2011年瓜地馬拉大選，代表右翼的愛國黨奥托·佩雷斯·莫利纳在第二輪選舉中以總得票率53.74%，當選瓜地馬拉總統。
2015年瓜地馬拉大選，代表國家聚合陣線(FCN-Nación)吉米·莫拉莱斯(Jimmy Morales)在第二輪選舉中以總得票率67.44%，當選瓜地馬拉總統。
2019年瓜地馬拉大選，代表奮起黨（Vamos party）亚历杭德罗·贾马太(Alejandro Giammattei)在第二輪選舉中以總得票率57.95%，當選瓜地馬拉總統。

## 外交
因長期內戰關係，瓜地馬拉的外交飽受孤立，從1980年代民主化和與叛軍簽署和平條約後，瓜地馬拉逐步重返國際舞台。

### 與貝里斯的邊界糾紛
英國與瓜地馬拉在1859年簽訂的艾西內那－威克（Aycinena-Wyke）條約，訂立出當時的英屬宏都拉斯邊界，此界線即為今日貝里斯之國境範圍，因在十八世紀時英國與西班牙即簽訂合約，根據該條約，從西奔河（Sibun River）以下的土地及外海的島嶼等現今貝里斯南部4627平方英哩的國土，均為當年英國強行非法佔領。此危地马拉宣称貝里斯是其领土的一部分，1981年貝里斯独立时，危地马拉宣布不予承认，瓜地馬拉境內發行的許多地圖，均將貝里斯劃入國土範圍內，直到1991年9月6日危地马拉承認貝里斯，現兩國之間亦設有海關，可正常通行與運輸貨品。但兩國的邊界問題尚未解決，直到2003年10月兩國在美洲國家組織總部就同年2月簽署之「過渡程序及信心機制」協議之相關措施執行情形舉行檢討會議，積極尋求以和平之方式解決爭端。2018年4月15日危地马拉舉行公投。貝里斯政府於2019年5月8日舉行對應公投，公投結果兩國多數民意均同意把領土爭議送交國際法院（ICJ）審議，現待國際法院裁決。

### 與中華民國關係
雙方自1933年6月15日建立外交關係至今，雙方在經貿投資、教育文化、產業技術、基礎建設、軍事、衛生等方面均有合作項目。。危地马拉亦是目前中华民国邦交国中人口最多的国家。

## 经济

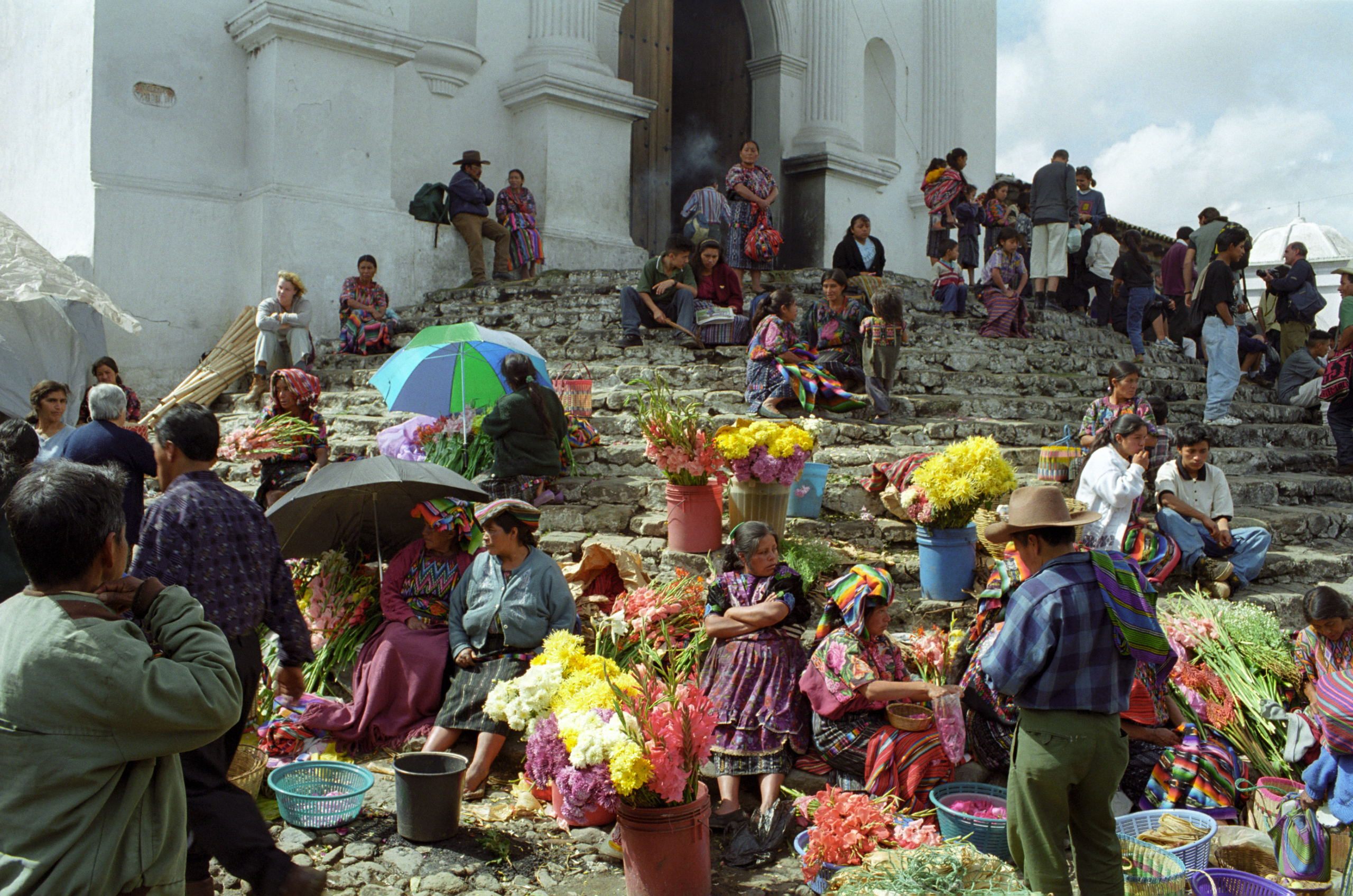
危地马拉市场一景

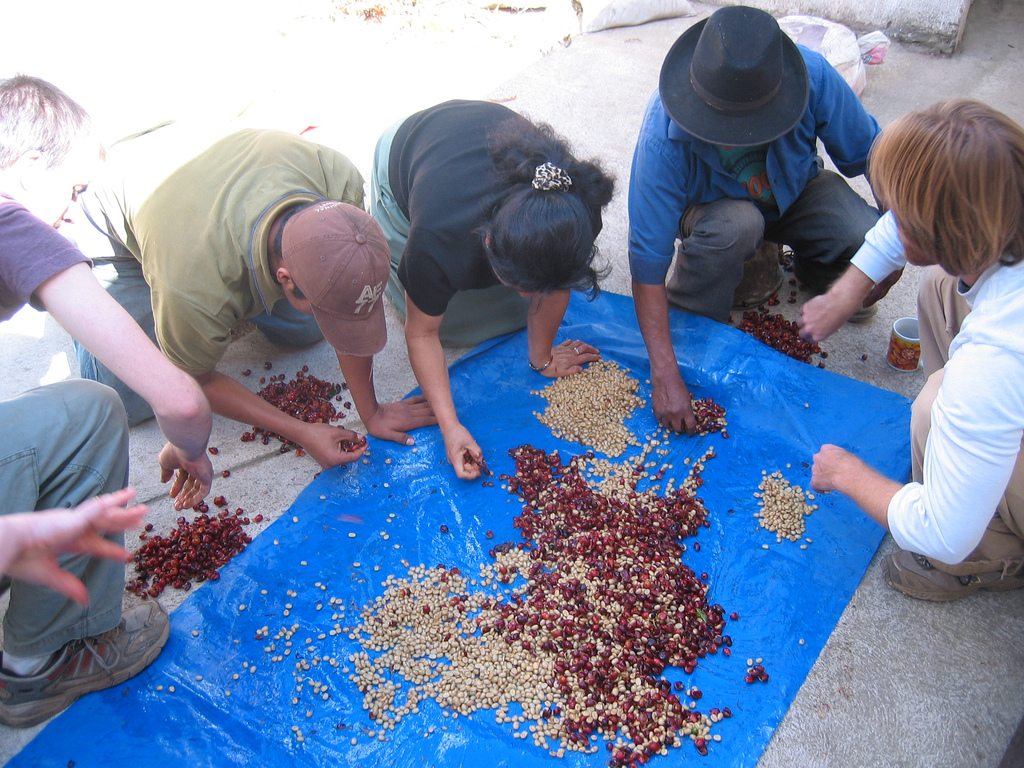
正在揀選咖啡豆的工人

### 農業
农业占国民经济总值的四分之一，占出口的三分之二。半数的工作力是农业工作人员。咖啡、糖、香蕉與荳蔻是主要产品，其中又以咖啡為大宗，為全世界第六大咖啡生產國，主要產地有安地瓜、阿蒂特蘭湖、科萬、韋韋特南戈、弗賴哈內斯、聖馬科斯省等地。瓜地馬拉有一咖啡協會（ANACAFE）負責行銷瓜地馬拉咖啡。
瓜地馬拉的甘蔗種植面積廣大，為全國第二大農產品。香蕉則居第三位。另外瓜地馬拉也是全世界最主要的荳蔻生產國及出口國，主要出口至中東各國。

### 工業
工业和建筑仅占国民经济总值的五分之一。
1996年签署的和平条约结束了长达36年的战争，为外商投资消除了主要障碍。提高政府收入、与国际投资企业谈判和加强政府和私人金融机构的效率和公开性是未来的重要任务。假如国际农产品的价格不暴跌的话，在未来数年中危地马拉的经济增长应该与2000年差不多。
1998年的飓风在危地马拉较其邻国造成的危害比较小。

### 旅遊

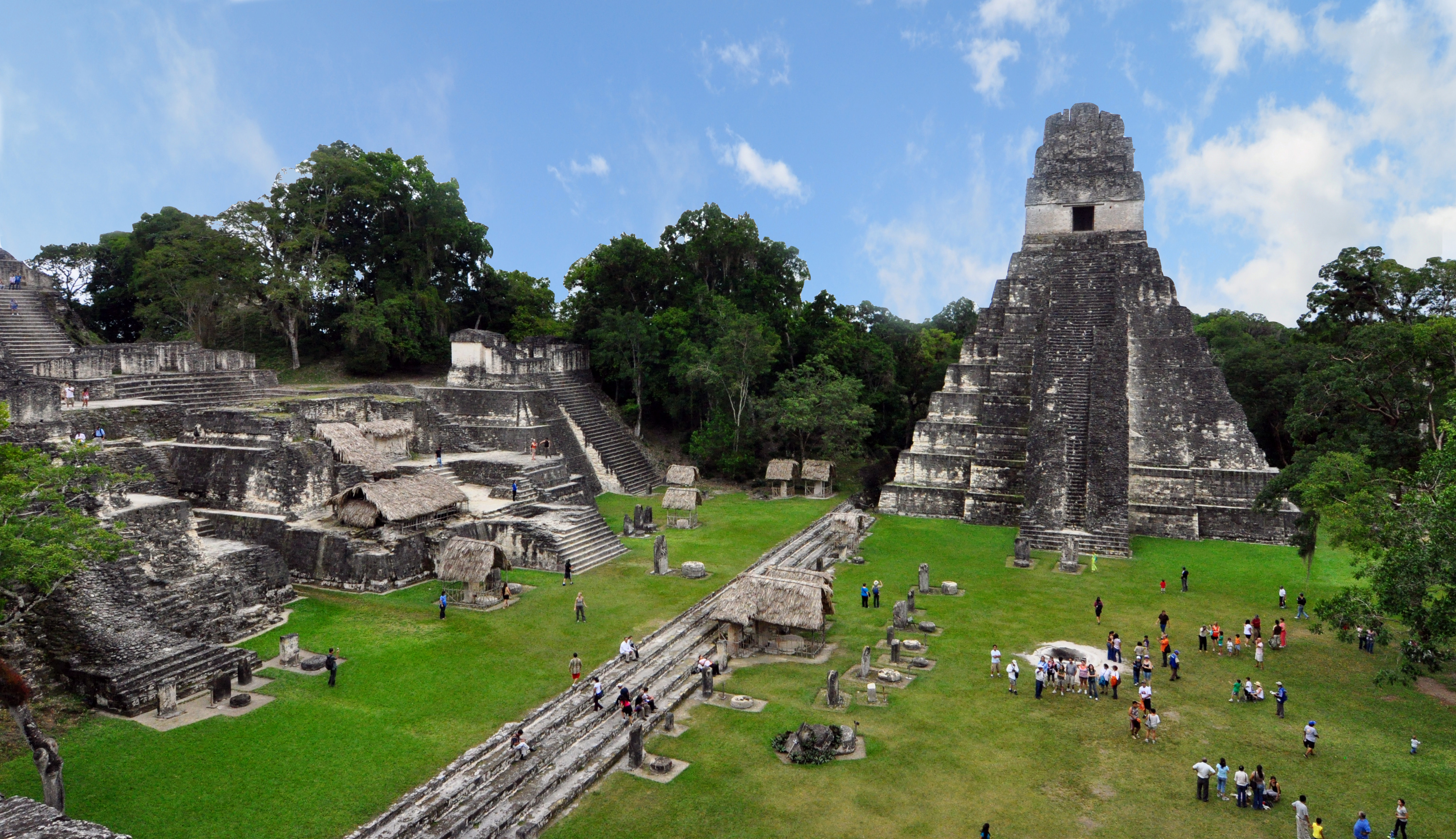
世界遺產蒂卡爾國家公園

瓜地馬拉旅遊產業發展蓬勃，根據瓜地馬拉觀光局（INGUAT）的分類，可將全國分為數個區域：
- 瓜地馬拉省周邊（Guatemala）：以現代化與殖民風格的建築為主，主要景點有安地瓜（UNESCO世界文化遺產）、危地马拉城、阿馬蒂特蘭湖等。
- 高地（Highlands）：以馬雅文化為主，主要景點有阿蒂特蘭湖、奇奇卡斯特南戈、基切省聖克魯斯、托托尼卡潘、克薩爾特南戈等。
- 佩滕省（Petén）：以馬雅文明的探險為主，主要景點有蒂卡爾（UNESCO世界自然與文化遺產）、佩滕伊察湖、弗洛雷斯及多座馬雅遺跡等。
- 伊薩瓦爾省（Izabal）：以加勒比海風情為主，主要景點有利文斯頓、伊薩瓦爾湖、馬雅遺跡Quiriguá(UNESCO世界文化遺產)等。
- 維拉帕斯（The Verapeces）：以豐富的自然景觀為主，主要景點有Semuc Champey、Grutas de Lanquín等。
- 太平洋海岸：以海上活動為主，主要景點有帕卡亞火山、Monterrico、聖何塞港等。
- 東部（The East）：以宗教與自然景觀為主，主要景點有圭哈湖、埃斯基普拉斯等。

## 交通
瓜地馬拉有兩大主要國際機場，分別為瓜地馬拉市的拉奧羅拉國際機場與北碇省Santa Elena的馬雅世界國際機場。
瓜地馬拉陸上交通以公路為主，CA1號公路連接墨西哥、薩爾瓦多與瓜地馬拉市，CA9號公路連接危地馬拉兩大商港，CA2號公路為太平洋沿岸聯絡道路，CA13則為貝里斯之聯絡道路。公路以汽車與公車為主，公車主要據點為瓜地馬拉市。瓜地馬拉曾經有鐵路，現已荒廢，於瓜地馬拉市第一區有一鐵道博物館，可以懷念過去危地馬拉的鐵道時光。
瓜地馬拉有兩大主要商港，一個為位於太平洋沿岸城市聖何塞港的港口奎特札爾港（Puerto Quetzal），另一個為加勒比海沿岸的巴里奧斯港。

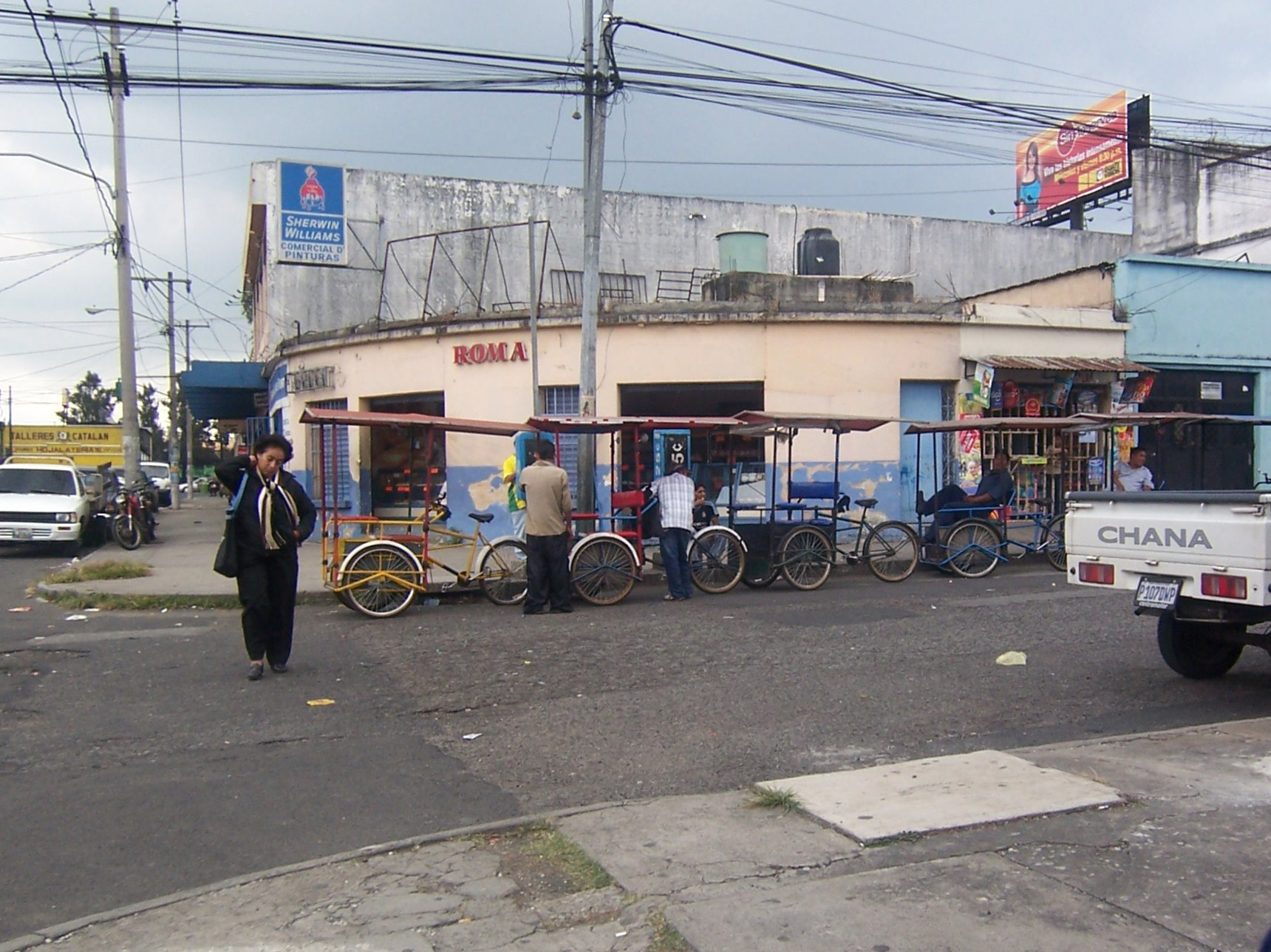
首都街頭的三輪車計程車
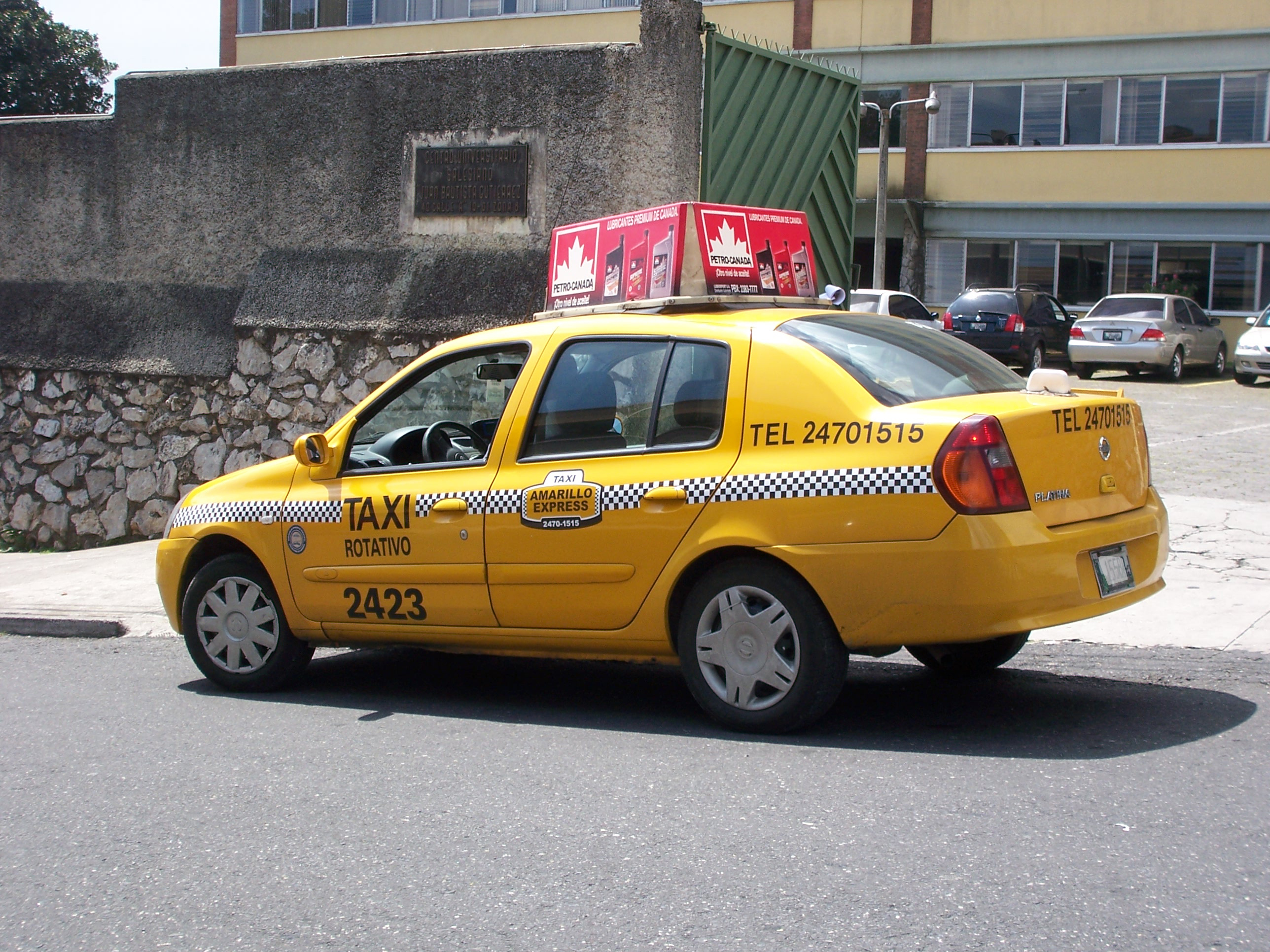
出租车

## 人口
危地马拉43%的人口是当地玛雅人的后裔。在加勒比海岸附近也有非洲人的后裔。大多数危地马拉人生活在农村，但城市化不断加快。最主要的宗教是天主教，不过许多当地的传统也流入了天主教的崇拜和祈祷。约40%的人信新教，1%的人信奉传统的玛雅宗教。
虽然西班牙语是官方语言，但一些当地人依然说不同的玛雅语言。尤其在农村有时会有人不懂西班牙语。
1996年的和平条约中规定将一些官方文件和选举文件翻译为当地的语言。

### 城市
| 瓜地馬拉市 米斯科 | 1  | 瓜地馬拉市         | 瓜地馬拉省     | 1,110,100 |
| 瓜地馬拉市 米斯科 | 2  | 米斯科             | 瓜地馬拉省     | 473,080   |
| 瓜地馬拉市 米斯科 | 3  | 比亞努埃瓦         | 瓜地馬拉省     | 406,830   |
| 瓜地馬拉市 米斯科 | 4  | 聖米格             | 瓜地馬拉省     | 141,455   |
| 瓜地馬拉市 米斯科 | 5  | 聖胡安薩卡特佩克斯 | 瓜地馬拉省     | 136,886   |
| 瓜地馬拉市 米斯科 | 6  | 克薩爾特南戈       | 克薩爾特南戈省 | 132,230   |
| 瓜地馬拉市 米斯科 | 7  | 卡納萊斯鎮         | 瓜地馬拉省     | 122,194   |
| 瓜地馬拉市 米斯科 | 8  | 埃斯昆特拉         | 埃斯昆特拉省   | 103,165   |
| 瓜地馬拉市 米斯科 | 9  | 奇瑙特拉           | 瓜地馬拉省     | 97,172    |
| 瓜地馬拉市 米斯科 | 10 | 奇馬爾特南戈       | 奇馬爾特南戈省 | 82,370    |

## 教育
在基礎教育方面，政府有設立一些公立小學和初級中學。這些學校都是免學費的，但校服、書籍、文具用品、交通等費用仍需自理，因此較貧困的兒童仍然無法上學。許多中產階級和富人的孩子就讀私立學校。在高等教育方面，全國僅有一所公立大學（瓜地馬拉聖卡洛斯大學，縮寫 USAC）和十餘所私立大學（參見瓜地馬拉大學列表）。聖卡洛斯大學設立於1676年，是瓜地馬拉規模最大且最古老的大學，也是美洲第4古老的大學。
在15歲及以上的人口當中，識字率只有74.5％，於中美洲各國名列最末。雖然識字率低，瓜地馬拉政府仍希望在未來20年內有所改善。像關懷兒童等一些組織，協助中部高地的村莊訓練教師，以努力提高兒童教育成效。缺乏農村教師培訓計畫，是農村識字率較低的一個關鍵因素。
在外國居留子弟的教育方面，危地马拉城設有美國學校、馬雅國際學校及法國學校等。

## 文化

### 宗教
瓜地馬拉主要信仰天主教，約占總人口之51%。其餘宗教包括新教約佔36.7%，馬雅信仰約佔0.4%，無宗教信仰者占9.1%。

### 語言
瓜地馬拉的官方語言為西班牙語。除西班牙語之外，瓜地馬拉大部分地區亦通用多種馬雅方言，加勒比海地區另有Garífuna方言。

### 飲食
危地马拉的饮食风俗深受馬雅和西班牙殖民者的影响，而濒临加勒比海的伊萨瓦尔省一带的饮食则受到西非的影响，玉米是该国主要的粮食，通常會做成玉米薄饼；而西红柿、红豆与黑豆也是该国厨房里常见的食材，相比起墨西哥，当地料理并不常使用辣椒。青酱牛肉、茄汁鸡肉也是当地具有代表性的肉类料理。

### 節日
瓜地馬拉法定假日如下：
| 日期             | 節日名稱                              | 註明                                 |
| ---------------- | ------------------------------------- | ------------------------------------ |
| 1月1日           | 新年（Año Nuevo）                     | 慶祝公曆新年的到来                   |
| 復活節前的星期四 | 濯足節（Jueves Santo）                | 纪念耶穌受難日前的最後一個星期四。   |
| 復活節前的星期五 | 耶穌受難日（Viernes Santo）           | 紀念耶穌受難。                       |
| 復活節前的星期六 | 復活日前夕（Sábado Santo）            | 紀念耶穌復活前夕。                   |
| 復活節（星期日） | 復活節                                | 紀念耶穌復活。                       |
| 5月1日           | 勞動節（Día del Trabajo）             | 向勞工表達敬意，紀念工人運動的成就。 |
| 6月30日          | 軍人節（Día del Ejército）            | 向軍人表达敬意。                     |
| 9月15日          | 獨立紀念日（Día de la Independencia） | 纪念瓜地馬拉獨立。                   |
| 10月20日         | 革命紀念日（Día de la Revolución）    | 纪念革命。                           |
| 11月1日          | 萬聖節（Día de Todos los Santos）     | 掃墓節。                             |
| 12月24日         | 聖誕夜（Nochebuena）                  | 慶祝耶穌誕生前夕。                   |
| 12月25日         | 聖誕節（Navidad）                     | 慶祝耶穌誕生。                       |

其他傳統與流行節日：
| 日期     | 節日名稱                                      | 註明                                                                                           |
| -------- | --------------------------------------------- | ---------------------------------------------------------------------------------------------- |
| 1月6日   | 三王節（Día de los Reyes）                    | 紀念「東方三王」向聖嬰耶穌獻禮。                                                               |
| 1月15日  | 黑耶穌日（Día del Jesús Negro）               | Esquipulas的黑耶穌慶典。為全國性傳統節日，其中Esquipulas為慶祝中心。                           |
| 2月14日  | 情人節                                        | 贈送巧克力、賀卡和花等禮物給情人或心儀的人，以表達愛意或友好。為全國性節日，各商家有慶祝活動。 |
| 4月22日  | 世界地球日（Día de la Tierra）                | 警惕需要愛護環境、保護地球的國際性節日，於部分城市有慶祝宣導活動。                             |
| 5月10日  | 母親節（Día de la Madre）                     | 瓜地馬拉母親節。為全國性節日，各商家有慶祝活動。有工作的母親依規定放假乙日。                   |
| 6月17日  | 父親節（Día del Padre）                       | 瓜地馬拉父親節。為全國性節日，各商家有慶祝活動。有工作的父親依規定放假乙日。                   |
| 6月25日  | 教師節（Día del Maestro）                     | 瓜地馬拉教師節，為紀念1914年逝世之女教師María Chinchilla。為全國性節日。                       |
| 8月15日  | 聖母升天日（Día de la Asunción de la Virgen） | 僅限瓜地馬拉市。                                                                               |
| 10月1日  | 兒童節（Día del niño）                        | 瓜地馬拉兒童節。                                                                               |
| 10月12日 | 哥倫布日（Día de la Hispanidad）              | 纪念哥倫布發現美洲。                                                                           |
| 12月7日  | 燒魔鬼節（Día de la Quema del Diablo）        | 燃燒魔鬼娃娃，祈求來年好運。為全國性節日，各地均有燃燒魔鬼之活動，其中以安提瓜的活動最為盛大。 |
| 12月31日 | 除夕（Fin de año）                            |                                                                                                |

特定年份節日：
- 2012年12月21日：馬雅舊紀元結束，新紀元（第13紀元）開始。

### 傳媒
瓜地馬拉主要報紙為Prensa Libre、Siglo.21、elPeriódico、Nuestro Diario、La Hora、Al Día、Diario De Centro América、Publinews Guatemala等。主要本地電視台有Televisiete（旗下有Canal 11, Canal 13, Canal 3, Canal 19 Sonora TV, TN23, Canal 41 Deportes）、Guatevisión、Azteca Guatemala等，其中TN23為24小時的新聞電視台。该国有多家广播电台，覆盖全国大部分地区。